# Gallardosaurus iturraldei
Il gallardosauro (Gallardosaurus iturraldei) è un rettile marino estinto, appartenente ai pliosauri. Visse all'inizio del Giurassico superiore (Oxfordiano, circa 160 milioni di anni fa) e i suoi resti sono stati ritrovati a Cuba. È considerato uno stretto parente dell'europeo Peloneustes.

## Descrizione
Questo rettile marino è conosciuto per resti incompleti comprendenti un cranio e una mandibola parziali, e alcune vertebre cervicali. Il cranio era largo e piuttosto basso, e probabilmente possedeva un rostro di forma allungata. I denti erano lunghi e appuntiti. Come tutti i pliosauri, Gallardosaurus doveva possedere un corpo robusto e quattro zampe trasformate in strutture simili a pinne. Dal raffronto dei fossili con quelli più completi di animali simili (come Peloneustes), si suppone che la lunghezza di Gallardosaurus fosse di circa 4 metri.

## Classificazione
I fossili di questo animale vennero scoperti nel 1946 dal contadino cubano Juan Gallardo, a circa 8 chilometri dalla città di  Viñales, nel nordovest di Cuba. L'esemplare non venne più studiato né preparato fino al 1996, quando Norell e Iturralde-Vinent menzionarono il fossile senza però descriverlo. Dopo la preparazione, i resti vennero assegnati al genere Peloneustes nel 2006, e solo nel 2009 vennero attribuiti a un genere a sé stante, Gallardosaurus. 
Attualmente questo animale è considerato un tipico rappresentante dei pliosauridi, un gruppo di plesiosauri dal collo corto e dalla testa grossa, notevolmente specializzati. Il più stretto parente risulta essere Peloneustes, dell'Oxfordiano inglese.

## Paleogeografia e paleobiologia
L'affinità tra Peloneustes e Gallardosaurus contribuirebbe a testimoniare una stretta correlazione tra le faune marine europee e caraibiche del periodo, come dedotto anche dalla presenza a Cuba di altri animali simili a quelli ritrovati in Europa. Tra questi, da ricordare alcuni coccodrilli metriorinchidi, il plesiosauro Vinialesaurus, alcuni ittiosauri e numerosi pesci.
L'ambiente in cui vivevano questi animali era un mare costiero dalle acque basse (profondità circa 10-12 metri), con ostriche e alghe che colonizzavano il fondale. Resti frammentari di piante, dinosauri e pterosauri sono stati ritrovati in terreni che nel Giurassico superiore formavano zone costiere adiacenti.